# 東急デハ30形電車
東急デハ30形電車（とうきゅうデハ30がたでんしゃ）は東京急行電鉄の軌道線（旧・玉川電気鉄道線）で使用されていた電動車である。

## 概要
玉川電気鉄道初の半鋼製車として、通称溝ノ口線と中目黒線開通の折に新造されたのがこの車両で、1927年に汽車会社と日本車輌で10両製造された。竣功当時は46号形と称している。
竣功当時は集電装置がトロリーポール4本のダブルポール、前面3枚窓に客室より床面の下がった運転台・出入台を持ち、かつ初の客用扉付密閉車体であった。とはいえ木造車の設計をそのまま鋼製にした感が強い形態で、側面窓配置は1D3333D1で31号形と同じ配置であった。台車も同じものが使われている。
東京横浜電鉄吸収合併→東京急行電鉄（大東急）発足による改番でデハ30形（30～39）となったが、後に35号がデハ40形の52号となったため、1両減少し9両となった。その際、30号が二代目35号に改番された。
戦後の更新で集電装置をビューゲルに取り替え、車体延長による運転台の高床化、中引扉取り付け、重連運転に備え直接制御の間接非自動制御（HL）化、空気制動の非常管付直通制動（SME）化、及び自動連結器等の取付改造が行われた。
連結2人乗り改造はなされず、晩年はデハ40形と共に専ら朝のラッシュ時専用となっていた。1968年から廃車が始まり、玉川線・砧線廃止日の1969年5月11日までに全車廃車され形式消滅している。
34号は廃車後、二子玉川園内に保存されたが、著しく老朽化し、1970年代後半になって解体されている。同車のビューゲルはその後、田園都市線高津駅付近にあった旧電車とバスの博物館に展示されていたが、同館が宮崎台への移転後展示されておらず、消息は不明である。